# 1815 Beethoven
Beethoven (asteróide 1815) é um asteróide da cintura principal com um diâmetro de 30,36 quilómetros, a 2,5957275 UA. Possui uma excentricidade de 0,1808632 e um período orbital de 2 060,38 dias (5,64 anos).
Beethoven tem uma velocidade orbital média de 16,73175197 km/s e uma inclinação de 2,73109º.
Esse asteróide foi descoberto em 27 de Janeiro de 1932 por Karl Reinmuth.
Seu nome é uma homenagem ao compositor de música clássica Ludwig van Beethoven.